# Jelpidifor Wassiljewitsch Barsow

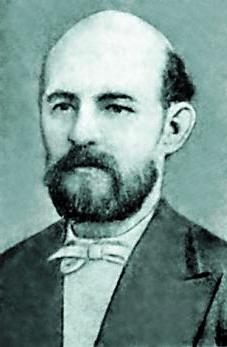
Jelpidifor Wassiljewitsch Barsow

Jelpidifor Wassiljewitsch Barsow (russisch Елпидифор Васильевич Барсов; * 1. Novemberjul. / 13. November 1836greg. im Dorf Loginowo, Ujesd Tscherepowez; † 2. Apriljul. / 15. April 1917greg. in Moskau) war ein russischer Literaturhistoriker, Ethnograph, Volkskundler und Paläograf.

## Leben
Jelpidifor Barsow, Sohn eines Dorfpriesters, besuchte die Geistliche Schule in Ustjuschna und das Geistliche Seminar Nowgorod und studierte 1857–1861 an der Geistlichen Akademie Sankt Petersburg.
Ab 1862 unterrichtete Barsow Logik und Psychologie am Geistlichen Seminar des Gouvernements Olonez in Petrosawodsk. Er begann volkskundliche Dinge zu sammeln und übergab 1865 einen Teil seiner Sammlung der Kiewer Geistlichen Akademie. Im März 1867 begegnete Barsow der Volksliedsängerin und Geschichtenerzählerin Irina Fedossowa, worauf er die ersten volkskundlichen Niederschriften  ihrer Gedichte und Balladen anfertigte und sie 1867 im Olonezer Gouvernementsanzeiger veröffentlichte.
1870 wurde Barsow von Alexei Wiktorow an das Moskauer Rumjanzew-Museum berufen. Barsow leitete die Handschriften-Abteilung und arbeitete als Kustos der Handschriften der russischen und slawischen Abteilung. Barsow gab einen ersten Band mit Fedossowas Begräbnisliedern 1872 heraus. 1873 wurde er zum Korrespondierenden Mitglied der Kaiserlichen Akademie der Wissenschaften und 1874 zum Vollmitglied der Moskauer Archäologischen Gesellschaft (IMAO) gewählt. Einen zweiten Band mit Fedossowas Klagen der Rekruten und Soldaten gab er 1882 heraus, während der dritte Band mit Hochzeitsliedern 1885 erschien. Die Bände wurden mit der Goldmedaille der Kaiserlichen Russischen Geographischen Gesellschaft und dem Uwarow-Preis der Akademie ausgezeichnet.
Barsow wurde Bibliothekar der Moskauer Tschertkow-Bibliothek und dann Kustos und später auch Bibliothekar des Daschkow-Ethnographie-Museums. Er wurde einer der produktivsten Experten des altrussischen Schrifttums.
Barsow war seit März 1870 Vollmitglied der Gesellschaft der Freunde der russischen Literatur der Kaiserlichen Universität Moskau. Auch wurde er in die Gesellschaft für Geschichte und russische Altertümer aufgenommen, deren Sekretär er 1881–1907 war. Mit eigenen Mitteln stellte er sich eine der bedeutendsten paläografischen Sammlungen zusammen. Er sammelte insbesondere Werke der altgläubigen Literatur und Handschriften zur Geschichte der Kirchenreformen. Er beschrieb die Handschriftensammlung des Wygorezkaja-Klosters der Altorthodoxen Pomorischen Kirche im Gouvernement Olonez. Er baute in Moskau im Staatlichen Historischen Museum und in der Bibliothek des Öffentlichen Museums Moskaus und des Rumjanzew-Museums eine Unikat-Sammlung mit 500 altrussischen Handschriften auf.
In den 1870er Jahren initiierte Barsow zusammen mit dem Tscherepowezer Bürgermeister Iwan Miljutin die Eröffnung eines Museums in Tscherepowez, für das er einen Teil seiner Sammlung stiftete und die Satzung schrieb. Ebenso übergab er dem Altertümer-Museum der IMAO Kopfschmuck und Accessoires alter russischer Trachten.
Barsow lebte in einer Mietwohnung an den Patriarchenteichen, wo ihn sein enger Bekannter Wladimir Giljarowski besuchte. 1900 konnte er sich in einem eigenen Haus an der Schabolowka niederlassen, das ihm der Unternehmer Nikolai Pastuchow geschenkt hatte. 1914 übergab Barsow seine Handschriftensammlung mit 2728 Handschriften des 15. bis 19. Jahrhunderts dem Staatlichen Historischen Museum für 55.000 Rubel.
Barsow starb in Moskau und wurde auf dem Donskoi-Friedhof begraben.